# The Pop Hits
The Pop Hits is het derde verzamelalbum van de Zweedse popgroep Roxette, uitgegeven op 24 maart 2003 door EMI. Het is het tweede deel van een tweedelige compilatie, onderverdeeld in The Ballad Hits en The Pop Hits. Voor dit album zijn twee nieuwe nummers geschreven, namelijk Opportunity Nox en Little Miss Sorrow.
De single Opportunity Nox kreeg een geanimeerde videoclip. Dit had alles te maken met de situatie waarin Marie Fredriksson verkeerde, ze onderging behandelingen voor de hersentumor die bij haar was geconstateerd.
Het album kwam ook uit als speciale editie met een bonus-cd, welke vier niet eerder uitgebrachte nummers bevatte, namelijk Stupid, Makin' Love to You, Better Off on Her Own en Bla Bla Bla Bla Bla (You Broke My Heart).

## Tracklist
Op Little Miss Sorrow na, zijn alle nummers tussen 1988 en 2003 op single uitgebracht.

| 1.                 | Opportunity Nox                             | 03:00 |
| 2.                 | The Look                                    | 03:57 |
| 3.                 | Dressed for Success (US Single Mix)         | 04:11 |
| 4.                 | Dangerous (G.M. Remaster '03)               | 03:50 |
| 5.                 | Joyride (Single Edit)                       | 04:00 |
| 6.                 | The Big L                                   | 04:29 |
| 7.                 | Church of Your Heart (G.M. Remaster '03)    | 03:23 |
| 8.                 | How Do You Do!                              | 03:11 |
| 9.                 | Sleeping in My Car (Single Edit)            | 03:33 |
| 10.                | Run to You (G.M. Remaster '03)              | 03:39 |
| 11.                | June Afternoon                              | 04:12 |
| 12.                | Stars (G.M. Remaster '03)                   | 03:57 |
| 13.                | The Centre of the Heart (G.M. Remaster '03) | 03:22 |
| 14.                | Real Sugar                                  | 03:16 |
| 15.                | Little Miss Sorrow                          | 03:54 |
| Totale duur: 56:02 |                                             |       |

## Tracklist bonus-cd
| 1.                 | Stupid                                   | 03:02 |
| 2.                 | Makin' Love to You                       | 03:52 |
| 3.                 | Better Off on Her Own                    | 02:51 |
| 4.                 | Bla Bla Bla Bla Bla (You Broke My Heart) | 04:36 |
| Totale duur: 14:21 |                                          |       |